# Sturmgewehr 45(M)
De StG 45(M) (Sturmgewehr 45), of soms de MP 45(M) genoemd, was een prototype aanvalsgeweer ontwikkeld door Mauser voor de Wehrmacht tegen het einde van de Tweede Wereldoorlog; het had een zogenaamd "vertraagd" terugslag-systeem. Het kaliber was 7,92 mm Kurz (7,92 x 33 mm) en de vuursnelheid bedroeg ongeveer 450 schoten per minuut.

## Geschiedenis
Duitse ontwikkeling van aanvalsgeweren stopte niet na de StG 44. De StG 44 was erg zwaar en alhoewel het uit vrij eenvoudige onderdelen bestond, vereiste het nog steeds veel grondstoffen. Daarom ontwierpen en produceerden verschillende Duitse wapenfabrieken hun eigen 7,92 mm Kurz geweren. Het meest opvallende hiervan was een ontwerp van Mauser, waarschijnlijk afkomstig van Wilhelm Stähle en Ludwig Vorgrimler.
De oorsprong van dit geweer kan terug worden gevolgd tot de laatste jaren van de Tweede Wereldoorlog, toen Mauser technici van de Lichte Wapen Ontwikkelings Groep (Abteilung 37) in Oberndorf am Neckar het MKb Gerät 06 (Maschinenkarabiner Gerät 06 of "machine karabijn apparaat 06") prototype aanvalsgeweer ontwierpen. Het kon de 7,92 mm Kurz (7,92 x 33 mm) patroon verschieten. Eerst was er het Gerät 06 model, dat een aangepaste versie van het terugslagsysteem van de MG42 gebruikte, maar dan met een vaste loop en een gasaangedreven zuigerstang. Maar men realiseerde zich dat dit te ingewikkeld werd en dat met wat aanpassingen dit gassysteem kon worden weggelaten. Het resultaat hiervan, het Gerät 06H, werd omgedoopt tot StG 45(M).
De StG 45(M) had eigenlijk de StG 44 moeten vervangen, omdat de StG 44 nogal duur was en het duurde langer om deze te produceren. Vergeleken met de prijs van de StG 44 (70 Reichsmark) had de StG 45(M) zo'n 45 Reichsmark moeten kosten. Voor het einde van de oorlog werden onderdelen geproduceerd voor dertig wapens.
Alhoewel het StG 45(M) eigenlijk het 30-patroons magazijn van de StG 44 had moeten gebruiken, werd het vaker afgebeeld met het 10-patroons magazijn van het Volkssturmgewehr. Deze korte magazijnen waren handiger voor het uittesten.

### Naoorlogse periode
Er werden niet meer dan dertig exemplaren van deze wapens gemaakt voordat geallieerde troepen de Mauser Werke in Oberndorf innamen, dus het had geen impact op de oorlog. Maar in plaats daarvan vormde het de basis voor naoorlogse ontwikkelingen, omdat enkele Duitse technici die het Sturmgewehr 45 hadden ontwikkeld hun werk voortzetten in Frankrijk bij CEAM in Mulhouse. Het mechanisme van de StG 45 werd, tussen 1946 en 1949, aangepast door Ludwig Vorgrimler en Theodor Löffler. Drie versies werden ontworpen: een voor de patroon .30 Carbine (7,62x33 mm), een voor 7,92x33mm, en een voor de 7,65x35mm patroon, ontwikkeld door Cartoucherie de Valence en in gebruik genomen in 1948. Een minder bekende versie voor de patroon 7,5x38mm voorzien van een gedeeltelijke aluminium kogel werd niet verder ontwikkeld in 1947; dit wapen werd niet in gebruik genomen.
In de jaren 50 verhuisde Vorgrimler naar Spanje, waar hij deelnam aan het ontwerpen van de CETME aanvalsgeweren. Hiervan kocht Duitsland het ontwerp, zo ontstonden de Heckler & Koch wapens, inclusief de G3 en enkele andere aanvalsgeweren, pistoolmitrailleurs en machinegeweren, allemaal met hetzelfde CETME-systeem. Ook andere wapens hadden hetzelfde "vertraagde" systeem, bijvoorbeeld de SIG 510.